# Acalypha pycnantha
Acalypha pycnantha é uma espécie de flor do gênero Acalypha, pertencente à família Euphorbiaceae.